# Groupe ax + b
En mathématiques, le groupe a x + b est le groupe {\displaystyle G} ainsi défini :
- ses éléments sont les couples de réels {\displaystyle (a,b)} avec {\displaystyle a} non nul
- la loi de composition interne est :

{\displaystyle (a,b)(a',b')=(aa',ab'+b)}
Il est alors facile de voir que {\displaystyle (1,0)} est l'élément neutre du groupe, et que l'élément symétrique de {\displaystyle (a,b)} est {\displaystyle (1/a,-b/a)}.
Ce groupe peut également se représenter comme :
- le groupe affine de la droite réelle, c'est-à-dire l'ensemble des bijections affines de ℝ muni de la composition (d'où le nom du groupe)
- le sous-groupe du groupe linéaire GL2(ℝ) constitué des éléments de la forme :

{\displaystyle \left({\begin{array}{cc}a&b\\0&1\end{array}}\right)}

## Fonction modulaire
Ce groupe est localement compact et possède donc des mesures de Haar à gauche et à droite. Ce groupe n'est pas unimodulaire, c'est-à-dire que les mesures à gauche et à droite ne coïncident pas.
Une mesure de Haar à gauche est {\displaystyle \mathrm {d} g={\frac {1}{|a|^{2}}}\mathrm {d} a\mathrm {d} b}. Une mesure de Haar à droite est {\displaystyle \mathrm {d} g={\frac {1}{|a|}}\mathrm {d} a\mathrm {d} b}. 
Nous obtenons donc une fonction modulaire :

## Représentations unitaires irréductibles
Si on se restreint au sous-groupe obtenu en ajoutant la condition {\displaystyle a>0}, les représentations unitaires irréductibles du groupe ax+b sont les suivantes :
1. les représentations de dimension 1 correspondent aux représentations des nombres réels strictement positifs, vus comme groupe multiplicatif;
2. l'unique représentation de dimension infinie est obtenue sur {\displaystyle {\mathcal {H}}=L^{2}(\mathbb {R} )} par

et